# Hora Svatého Václava
Hora Svatého Václava (en allemand : Berg) est une commune du district de Domažlice, dans la région de Plzeň, en Tchéquie. Sa population s'élevait à 69 habitants en 2017.

## Géographie
Hora Svatého Václava se trouve à 6 km au sud-sud-ouest de Hostouň, à 17 km au nord-ouest de Domažlice, à 52 km à l'ouest-sud-ouest de Plzeň et à 137 km au sud-ouest de Prague.
La commune est limitée par Mutěnín au nord, par Drahotín à l'est, par Hvožďany et Poběžovice au sud, et par Rybník à l'ouest.

## Histoire
La première mention écrite de la localité date de 1239.